# Farman F.160
Farman F.160 là loại máy bay ném bom hạng nặng được phát triển tại Pháp vào cuối thập niên 1920.

## Biến thể
- F.160
- F.161
- F.162
- F.163
- F.165
- F.166
- F.167
- F.168
- F.169
- F.268
- F.269
- F.368

## Quốc gia sử dụng
Pháp
- Hải quân Pháp

 Italy
 Nhật Bản
 România
- Không quân Hoàng gia Romania

## Tính năng kỹ chiến thuật (F.168)
Đặc điểm tổng quát
- Kíp lái: 5
- Chiều dài: 15.18 m (49 ft 10 in)
- Sải cánh: 26.25 m (86 ft 2 in)
- Chiều cao: 6.10 m (20 ft 0 in)
- Diện tích cánh: 159.6 m2 (1,1718 ft2)
- Trọng lượng rỗng: 4.600 kg (10.140 lb)
- Trọng lượng có tải: 6.800 kg (14.990 lb)
- Powerplant: 2 × Gnome-Rhône 9Akx, 360 kW (480 hp) mỗi chiêc

Hiệu suất bay
- Vận tốc cực đại: 174 km/h (108 mph)
- Tầm bay: 800 km (500 dặm)
- Trần bay: 5.000 m (16.00 ft)
- Vận tốc lên cao: 2.1 m/s (410 ft/phút)

Danh sách liên quan
- Danh sách máy bay quân sự giữa hai cuộc chiến tranh thế giới